# SV Wienerberg
Der SV Wienerberg 1921 ist ein österreichischer Fußballverein aus dem Wiener Stadtteil Inzersdorf-Stadt am Fuße des Wienerbergs. Größte Erfolge waren die beiden knapp verpassten Aufstiege in die österreichische Nationalliga 1970 und 1972 sowie die 5 Wiener Landesmeistertitel (1961, 1969, 1976, 2007 und 2016).

## Geschichte

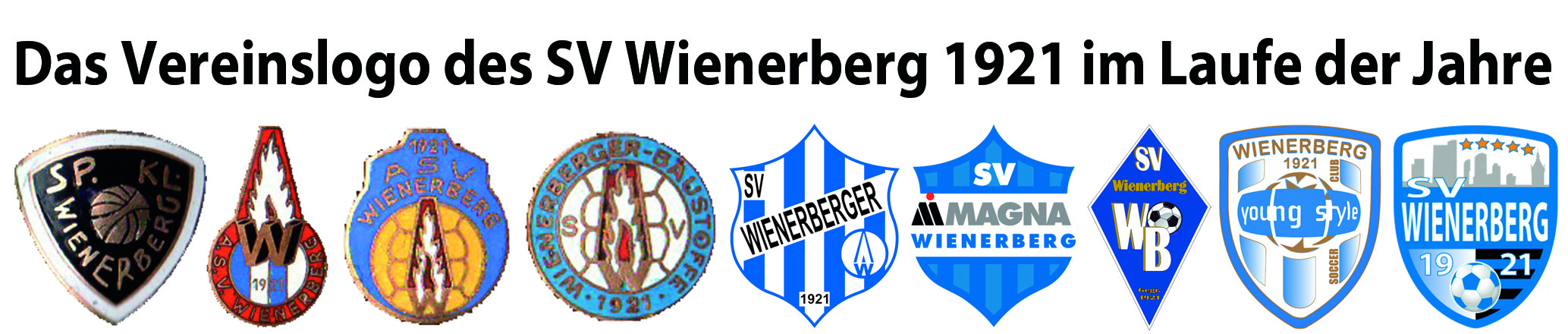
Vereinswappen ab 1921

Der SV Wienerberg wurde im Herbst 1921 als ASV Wienerberg im Gasthaus des Italieners Belle Gatti von Arbeitern der Ziegeleien am Wienerberg mit den Vereinsfarben Blau-Weiß gegründet. Als erste Mannschaft stehen die Namen Karl Tofek, Franz Sedlak, Johann Stejskal, Karl Beybl, Josef Chalupsky, Johann Svehla, Franz Matejka, Josef Kadler, Adolf Kaskoun, Vinzenz Kriz und Friedrich Cech geschrieben. Der Klub spielte zunächst in der Vierten Klasse Südwest, der sechsten Leistungsstufe, ehe er von 1929 bis 1934 im Spielbetrieb der VAFÖ organisiert war. Bereits vor dem Aufstieg des Klubs, der 1948 mit der Meisterschaft in der 2. Klasse A begann, und 1961 in der zweitklassigen Regionalliga Ost endete, hielten bereits mehrere spätere Nationalspieler die Farben des Klubs hoch. Neben Franz Kellinger war wohl Walter Zeman der berühmteste Fußballer des Favoritner Klubs. 
1953 stieg der ASV Wienerberg erstmals in die drittklassige Wiener Landesliga auf, nach dem sofortigen Wiederabstieg kam es bereits 1955 zur Rückkehr. In der Saison 1960/61 konnte der Klub als Landesmeister in die zweitklassige Regionalliga Ost aufsteigen. Sieben Spielzeiten lang verbrachte der Klub in der Zweitklassigkeit, 1966 konnte der prominente Trainer Alfred Körner verpflichtet werden. Der Abstieg 1968 wurde aber mit dem umgehenden Wiederaufstieg (26 Siege in 28 Spielen) und dem beinahen Durchmarsch in die höchste österreichische Liga quittiert. 
In der Saison 1969/70 belegten die Favoritner unter dem neuen Namen SV Wienerberger den zweiten Platz hinter dem 1. Simmeringer SC, zu dem auch gleich der spätere Nationaltormann Helmut Maurer wechselte. Nach einem dritten Platz in der Saison 1970/71 verpasste man in der Saison 1971/72 abermals den Aufstieg in die Nationalliga als Zweiter hinter dem SV Admira Wiener Neustadt.
Nachdem der Verein in der Folgezeit etwas kürzer trat, kam es bereits in der Saison 1973/74 zum Abstieg in die Wiener Liga. Letztlich konnte der Abwärtstrend aber mit der Rückkehr in die Regionalliga Ost 1976 gestoppt werden, reformbedingt war diese Liga aber nur noch drittklassig. Nachdem der SV Wienerberger in der Saison 1978/79 nur auf Grund des schlechteren Torverhältnisses wieder in die Wiener Liga zurück musste, kam mit dem Abstieg 1984 in die Unterliga der endgültige Absturz. Nach dem Zusammenschluss mit Inzersdorf kam es als Wienerberger/Inzersdorf 1993 zur Rückkehr in die Wiener Liga, wo sich der Verein problemlos etablieren konnte. 
Nachdem die Blau-Weißen zum Stamminventar der Wiener Liga wurden, gelang in der Saison 2006/07 der Aufstieg in die Regionalliga Ost. Nachdem sich der SV Magna Wienerberg dort bis zur Saison 2009/10 halten konnte, folgte der Abstieg am punktegleichen 13. Platz (in dieser Saison gab es vier Absteiger aus der Regionalliga Ost). 

SV Wienerberg (2011)

Nach der Saison 2011/12 kam es sogar zum Abstieg aus der Wiener Stadtliga in die Oberliga A. Hier konnte sich die Mannschaft des SV Wienerberg allerdings nach einem harten Zweikampf mit der Sportunion Mauer in der letzten Runde doch noch zum Meister küren und somit den sofortigen Wiederaufstieg in die Wiener Stadtliga feiern. Dort gelang dann zwei Saisonen später als Young Style Soccerclub Wienerberg in der Saison 2015/2016 der Meistertitel, man verzichtete aber aus finanziellen Gründen auf den Aufstieg in die Regionalliga Ost. 
Der Verein spielt als SV Wienerberg 1921 seit der Saison 2016/17 in der Wiener Stadtliga.

## Erfolge
- 11 × Zweitligateilnahme Österreich: 1962–1968, 1970–1973
- 5 × Wiener Landesmeister: 1961, 1969, 1976, 2007, 2016
- 2 × Wiener Cupsieger: 1990, 2004
- Nachwuchs-Gesamtmeister A-Liga 2014/2015
- Nachwuchs-Einzeltitel:
- 2007/2008 B-Liga U11
- 2009/2010 A-Liga U13
- 2010/2011 A-Liga U14
- 2014/2015 A-Liga U14, A-Liga U15, A-Liga U16
- 2017/2018 A-Liga U11